# 圆唇虾脊兰
圆唇虾脊兰（学名：Calanthe petelotiana）为兰科虾脊兰属下的一个种。

## 扩展阅读
- 維基物種上的相關：圆唇虾脊兰